# Audiolibro

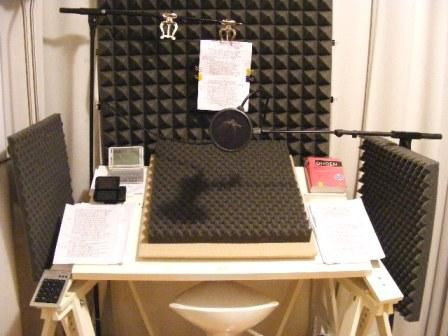
Una cabina de audio para grabación profesional. Nótese el libreto en gran tamaño para su comodidad de manejo.

Un audiolibro  es la grabación de los contenidos de un libro leídos en voz alta. Un libro hablado. Aprovechando las posibilidades que ofrecen las nuevas tecnologías en el campo de la información y la difusión de contenidos, ha aumentado su difusión y se ha consolidado como el "cuarto formato" del libro digital.

## Historia

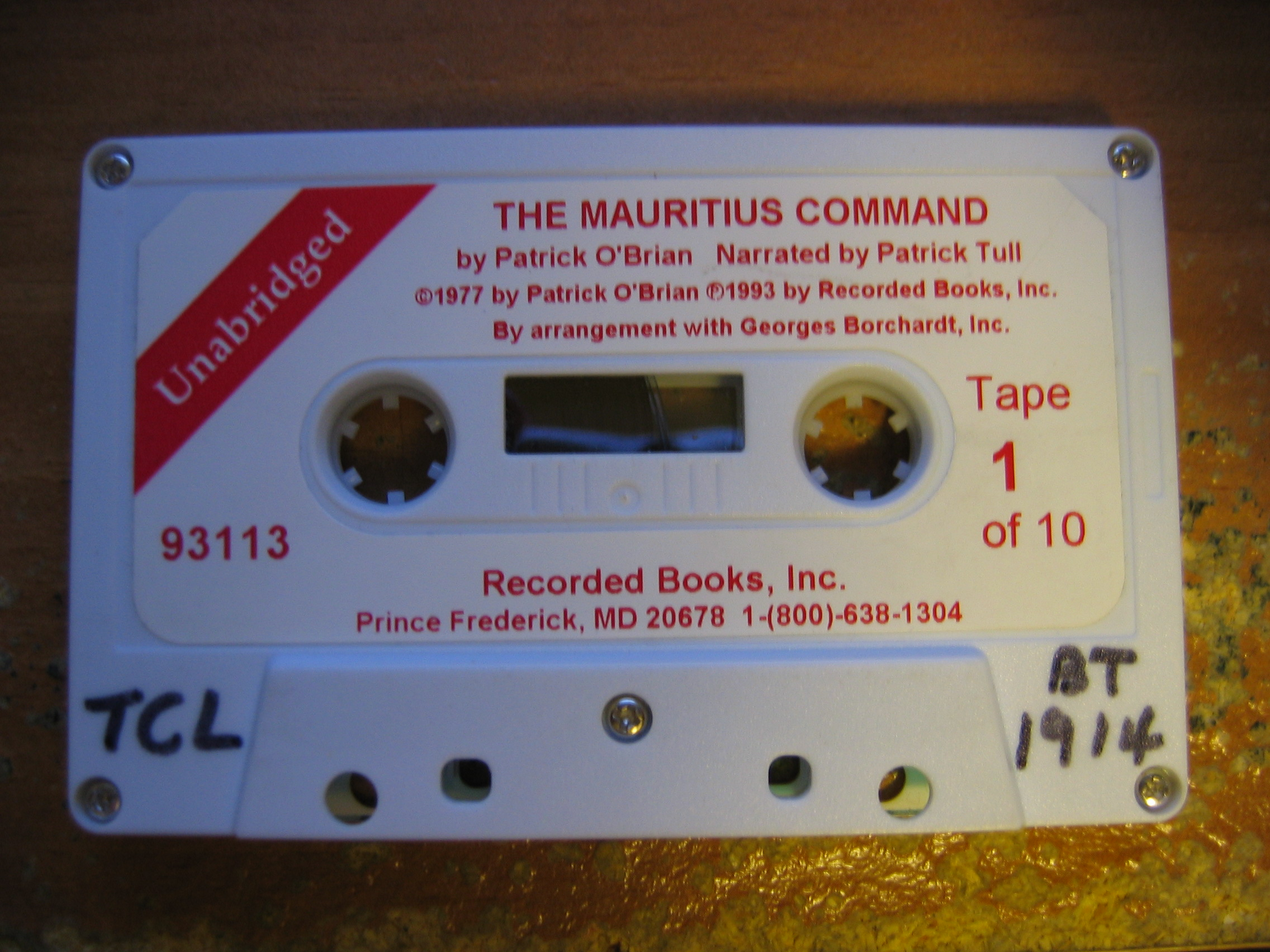
Grabación en casete del libro en inglés The Mauritius Command escrito por Patrick O'Brian y leído por Patrick Tull.

Las señales gestuales fueron la primera forma de expresar y transmitir mensajes. La palabra hablada es la manera más antigua de contar historias. Mediante fórmulas de valor mnemotécnico se estructuraban narraciones, que pasaban de generación en generación como valiosa herencia cultural de los más diversos grupos humanos. Dichas reglas mnemotécnicas ayudaban tanto a la memorización como a la difusión de los relatos. Es el caso de los poemas homéricos, que han merecido valiosos estudios sobre el particular. Posiblemente, gran parte de las tradiciones y leyendas han tenido ese origen. Esta transmisión oral tenía el inconveniente de los «ruidos» que deformaban el mensaje. La mayoría de las veces era el narrador (rapsoda, aeda, juglar) quien en función de sus gustos o intereses la deformaba de una u otra forma.

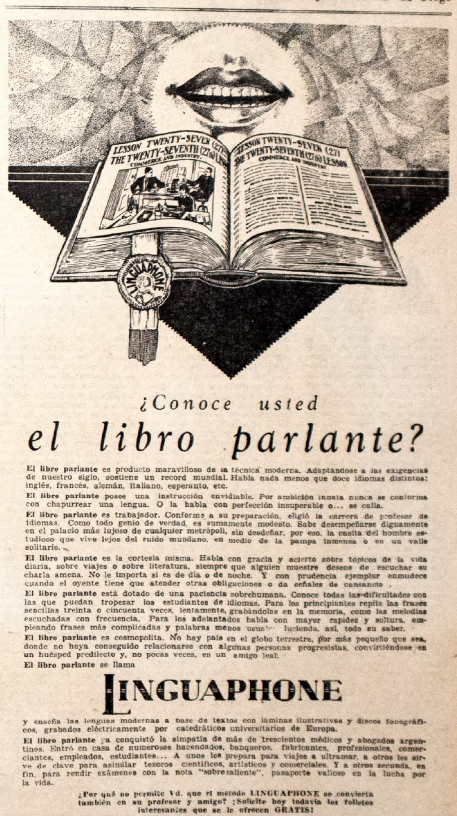
¿Conoce usted el libro parlante?, publicidad de Linguaphone, un producto que enseñaba idiomas, en la revista semanal argentina La Nación, del 12 de octubre de 1930.

A lo largo de la historia del libro las innovaciones tecnológicas han permitido mejorar la calidad de conservación de los textos y el acceso a la información, mejorando también la manejabilidad y el coste de producción. Se puede asegurar que el formato códice (libro) tiene, todavía, una larga vida, tanto para los que necesitan de una lectura secuencial (o no secuencial) como para aquellos para los que el libro significa no solo un bello objeto, sino también el soporte de información: novelas, ensayos, biografías, filosofía, historia, historietas ilustradas o libros de arte.[cita requerida]
A finales de 1971 comenzó a desarrollarse lo que hoy se denomina libro digital o electrónico. Michael Hart fue el impulsor del Proyecto Gutemberg, que consistía en la creación de una biblioteca digital totalmente gratis, donde se podía encontrar obras de autores como Shakespeare, Poe y Dante entre otros, todas ellas de dominio público.
El escritor colombiano David Sánchez Juliao grabó en 1975 una serie de cuentos, que con premios tales como el Disco de Oro y el Disco de Platino popularizaron el formato.
En 1981 se produce un importante avance, ya que sale a la venta el primer libro electrónico, el Random House's Electronic Dictionary. Sin embargo, fue en marzo de 2001 cuando el libro digital, también conocido como eBook, experimentó su máxima expansión gracias al novelista Stephen King, quien lanzó al mercado a través de la red su novela Riding the Bullet. La obra, en apenas 48 horas, vendió más de medio millón de copias, al precio de dos dólares y medio la copia. Al mes siguiente Putin también publicó sus memorias a través de Internet.
Aunque las grabaciones sonoras no musicales son anteriores a la aparición de Internet y muchas de ellas deben su nacimiento a los relatos grabados para la radio o incluso para el fonógrafo, ha sido la sociedad multimedia la que ha popularizado su uso. La tecnología digital ha sido clave para la masificación del acceso a los audiolibros, pues los teléfonos celulares "permiten el almacenamiento y reproducción de miles de archivos sonoros".
En el transcurso de la precampaña electoral a la presidencia de Estados Unidos de 2008, la campaña de Barack Obama difundió gratuitamente en Internet un audiolibro con el mensaje de su candidato, "The Audacity of Hope", escrito y contado por el propio Obama, lo que ayudó a la popularización tanto del mensaje como del formato.
Con la aparición del estándar DAISY (Sistema de Información Digital Accesible) ha sido posible mejorar el acceso a los audiolibros permitiendo navegar por los diferentes capítulos o secciones de los mismos, sus páginas e incluso frases o párrafos. Para ello solo es necesario disponer de un reproductor compatible, como DAISYPlayer.
A partir de la pandemia por COVID-19, la industria de los libros digitales se vio beneficiada:

De acuerdo con el reporte presentado por Linda Lee en el marco de la Feria Internacional del libro en Frankfurt de 2020, el número de audiolibros producidos en Estados Unidos y Europa en los últimos cinco años se ha duplicado para alcanzar la cifra de casi cincuenta mil. En este número se combinan las novedades, títulos que se lanzan simultáneamente en tres formatos: libro impreso, electrónico y audio, con los títulos seleccionados de los catálogos de fondo de las editoriales.
Bencomo, Anadeli

### Autores
Algunos escritores que han publicado en alguna ocasión contenido en formato audiolibro con su propia voz son:
- Mario Benedetti
- Jorge Luis Borges
- Camilo José Cela
- Julio Cortázar
- Gabriel García Márquez
- Stephen King
- David Sánchez Juliao
- Jon Aizpúrua
- Ismael Cala
- Padre Alberto Cutié
- Dra. Isabel
- Joachim de Posada
- José Luis Cruz García

## Características
El audiolibro es un medio de comunicación útil cuando la lectura directa no es posible. Permite conservar materiales que de otra manera podrían deteriorarse y perderse. Permite llevar a cabo otras actividades mientras se los ejecuta: conducir, caminar, tomar sol, cocinar, etc. Es fácil de descargar, de ejecutar y económico. Fomenta la lectura y promociona el contenido más que el formato escrito.
Un audiolibro puede ofrecer los contenidos más variados: puede ser un cuento, una conferencia, un curso, un artículo, un ensayo, un diálogo, una entrevista, un programa de radio, un relato más o menos largo realizado por una emisora de radio... Debido a una lógica limitación de tiempo, los audiolibros cuyo texto proviene de una obra previa de gran extensión suelen ser versiones reducidas.
La voz puede ser generada por computadoras o puede ser una lectura humana, muchas veces llevada a cabo por actores. Un audiolibro comercial contará habitualmente con narradores profesionales que interpretan y dramatizan los textos. Algunas empresas editoras de audiolibros dan a elegir, entre voz femenina o masculina, qué variedad de español o inglés se prefiere, el tono, el timbre y la cadencia de los locutores.

### Tipos de audiolibros
Algunos criterios para clasificar los audiolibros:

#### Por soporte
- Casete
- Disco de vinilo
- CD
- MP3 CD
- Podcast
- MP3
- Descarga digital

#### Por tipo de sonido
- Audiolibros con voz real o humana: son aquellos que son narrados por una persona.
- Audiolibros dramatizados: son aquellos que son narrados por diferentes narradores. También destacan por añadir efectos de sonido. Algunos audiolibros tienen versiones completamente dramatizadas del libro impreso, a veces con un grupo de actores, música, y efectos de sonido. Son empleados por ejemplo, en cuentos para niños.
- Audiolibros con voz electrónica:  son aquellos que son narrados por un programa informático.

#### Por el tratamiento de la obra
Según el relato pueden ser:
- Abridged o abreviados, que consisten en versiones resumidas del texto.
- Unabridged o íntegros, son lecturas del texto del libro íntegro, palabra por palabra.

## Distribución
En la actualidad los audiolibros se distribuyen en formato digital a través de Internet, aunque es posible encontrarlos todavía en formatos como CD, DVD o, incluso, cintas de casete.
La oferta de audiolibros disponibles en castellano es menor a la que se ofrece en inglés, francés o alemán, no obstante, las distribuidoras principales cuentan con catálogos  El Servicio Bibliográfico de la Organización Nacional de Ciegos Españoles cuenta con un catálogo extenso de obras en castellano, pero solo está disponible para los afiliados a la ONCE.
Excluyendo las producciones hechas por personas privadas, los audiolibros más conocidos eran grabaciones de programas de radio. Sin embargo, en los últimos años han surgido varias editoriales de audiolibros en España, América Latina y los Estados Unidos que están publicando en audiolibro títulos reconocidos como Cincuenta sombras de Grey, Los 7 hábitos de la gente altamente efectiva, El poder del Ahora y cientos de títulos más. 
También existen algunas comunidades de voluntarios que, sin ánimo de lucro, han publicado en Internet audiolibros. Existen obras de dominio público puestas a disposición de manera gratuita. Un ejemplo es librivox.org, un sitio colaborativo con más de 15 000 libros clásicos producidos por voluntarios de manera benévola. Los libros publicados en Librivox están fundamentalmente en inglés, pero también hay más de 270 obras en español además de en francés, italiano, alemán y otras lenguas. Las obras que se convierten en audiolibros proceden generalmente del proyecto Gutenberg y la condición es que las obras estén en dominio público en los Estados Unidos.  El propio sitio del Proyecto Gutenberg tiene también algunos audiolibros, tanto leídos por voluntarios, como generados mediante voces sintéticas. Otro sitio con miles de libros gratuitos en francés es litteratureaudio.com

## Usos
Para escuchar un audiolibro se necesita un reproductor de audiolibros. Dependiendo del tipo de soporte, este era hasta hace pocos años un reproductor de casetes, cedés, deuvedés o una aplicación software compatible. En la actualidad se estima que la gran mayoría de dispositivos portátiles ofrecen compatibilidad con los formatos más comunes, incluyendo la mayor parte de teléfonos móviles modernos, o dispositivos portátiles como Apple iPod, Pocket PC, Palm OS.
El destino de este tipo de comunicación puede ser:
- Todo aquel que disfruta al escuchar.
- Personas ocupadas, con falta de tiempo para leer.
- Personas con dificultades en la visión o incapacitadas para entender signos como en el caso de los disléxicos.
- Personas que no están todavía alfabetizadas, como un paso para aumentar la capacidad de atención y la concentración.
- Personas estudiantes de idiomas como el español o el inglés o cualquier otra lengua, a las que les convenga escuchar textos leídos en esos idiomas como ejercitación.
- Niños y jóvenes, muy familiarizados con los medios audiovisuales y que necesitan un mayor estímulo para prestar atención.
- Personas que pasan mucho tiempo viajando, tanto si conducen el vehículo como si son llevados, al practicar ciertos deportes o al realizar trabajos repetitivos...
- Nos acercan de una manera más vívida y personal la información de los libros, facilitando así su recuerdo.
- Personas sin hábito de lectura.

### Software específico
Aunque un audiolibro será generalmente compatible con cualquier reproductor de música común, existen aplicaciones software que han añadido soporte específico para este tipo de contenido, como:
- Daisy Player (compatible con el estándar Sistema de Información Digital Accesible, en inglés, Daisy)
- iTunes
- TPB Reader
- Banshee (GNU/Linux)
- Rhythmbox (GNU/Linux)

## Producción
Algunas personas generan sus propios audiolibros a partir de libros electrónicos grabando la voz generada por una computadora. Una aplicación que permite realizar esta tarea es LectoText, comercializada por el Centro de Investigación, Desarrollo y Aplicación Tiflotécnica.